# ムニャーノ・ディ・ナーポリ
ムニャーノ・ディ・ナーポリ（イタリア語: Mugnano di Napoli）は、イタリア共和国カンパニア州ナポリ県にある、人口約3万5000人の基礎自治体（コムーネ）。

## 地理

### 位置・広がり
ナポリ中心部から北西へ8kmの距離にある。

#### 隣接コムーネ
隣接するコムーネは以下の通り。
- カルヴィッツァーノ
- ジュリアーノ・イン・カンパーニア
- マラーノ・ディ・ナーポリ
- メリート・ディ・ナーポリ
- ナポリ
- ヴィッラリッカ